# High-explosive anti-tank

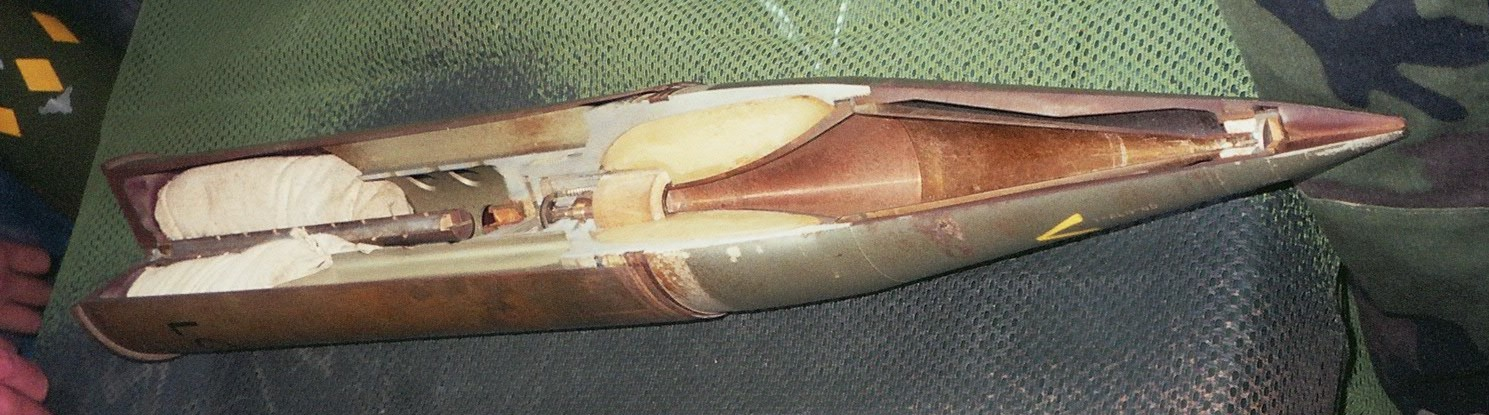
Proiettile HEAT in sezione. Visibile la cavità conica rivestita di rame.

High-explosive anti-tank, meglio noto con l'acronimo HEAT, ossia esplosivo ad alto potenziale contro-carri, indica un particolare tipo di munizionamento anticarro a carica cava.

## Storia
Con la scoperta della carica cava alla fine del XIX secolo, prima ancora che i carri armati venissero inventati, esisteva già l'arma che poteva batterli. Nonostante ciò, la prima guerra mondiale fu combattuta senza quest'invenzione. Ma se allora le corazze impiegate erano assai limitate, tanto da poter essere perforate da munizioni leggere o dall'artiglieria campale, erano già prevedibili progressi tali da dover abbandonare le armi leggere, senza possibilità di penetrazione. Uno di questi segnali erano gli FCM 2C francesi, con corazza pensata per resistere al 77 mm tedesco, il cannone campale standard. Già all'inizio della seconda guerra mondiale i genieri tedeschi avevano cariche cave. I paracadutisti che neutralizzarono il forte belga di Eben Emael utilizzarono cariche HEAT da 5–10 kg per perforare le torrette dei cannoni, spesse 25–28 mm. In seguito si idearono alcune munizioni anticarro, note in Italia come "EP", Effetto Pronto. I sovietici furono attivissimi nella creazione di proiettili di vari calibri a carica cava, con risultati più che soddisfacenti: armi non efficacissime con proiettile standard come il cannone impiegato sul T-34/85 (paragonato per potenza al cannone da 75 mm impiegato sul Panzer IV Ausf. H e J) grazie alla carica cava erano capaci di duplicare la propria potenza distruttiva. I risultati migliori con la carica cava nel periodo bellico furono i cannoni inglesi da 57 mm Qf 6 Pounder, i cannoni sovietici da 100 mm, 122 mm, 152 mm e le armi da fanteria, quali l'inglese PIAT, il Bazooka statunitense e il Panzerfaust tedesco.  Quindi i veri beneficiari furono i fanti, che ebbero persino bombe a mano o da fucile anticarro, capaci di perforare 100 mm ed oltre di acciaio, con effetti incendiari e distruttivi impressionanti.
Nel dopoguerra furono soprattutto i missili a beneficiare di questo tipo di testata, l'unica ragionevolmente leggera per armi che dovevano essere campali e quindi ragionevolmente compatte. Ma non mancarono razzi controcarro, cannoni senza rinculo e munizioni per carro armato. Il rapporto tra perforazione e diametro della testata, grazie a perfezionamenti nei materiali e nell'applicazione delle migliori geometrie, ha consentito di ottenere un passaggio da circa 1,5-2:1 a 6-7:1. Anche le submunizioni delle bombe a grappolo hanno spesso una carica HEAT, come anche molti tipi di mine moderne, per attaccare il tetto o il fondo del mezzo.

## Munizionamento

### Proiettili d'artiglieria

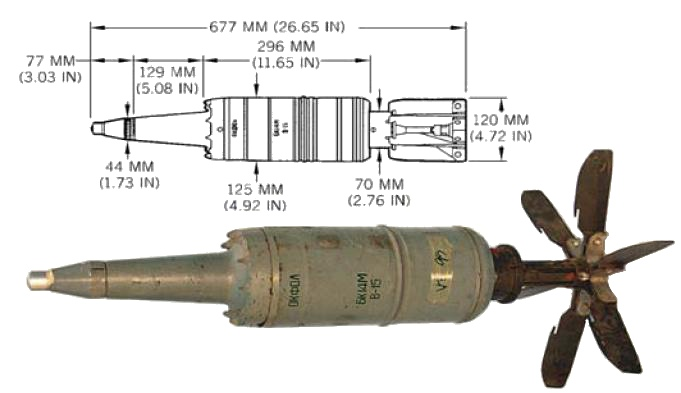
HEAT BK-14 sovietico da 125 mm.

Tipici sono i proiettili da 100 mm dei carri armati T-54/55: se il primo modello schierato perforava solo 275 mm, il tipo successivo arrivava a 350–380 mm. I primi modelli del 122 mm sovietico perforavano forse solo 80 mm, ma con l'introduzione di proiettili più moderni e nel 1944 di proiettili a carica cava raggiunse la capacità di perforare piastre corazzate da 400 mm di spessore inclinate a 30°; addirittura il proiettile perfezionato postbellico da 122 del carro T-10 raggiungeva l'efficacia del missile AT-3 Sagger, circa 460mm inclinati di 30°. Tra gli altri calibri, degno di nota il 75 mm del Pak 39/97 tedesco: 75 mm (1:1), mentre meno di 10 anni dopo il 75 del carro AMX-13 raggiungeva i 170 mm.

### Razzi e missili anticarro
Un'arma anticarro molto diffusa a partire dagli anni '60 è il lanciarazzi spalleggiabile di origine sovietica RPG-7, capace di impiegare anche testate HEAT a doppia carica cava (in tandem), come ad esempio la PG-7VR, capace di penetrare fino a 750 mm di armatura omogenea laminata.
Esistono anche armi come i MILAN e gli HOT con testata in tandem nelle loro più recenti versioni, oppure il missile AGM-114 Hellfire, con la testa principale da 178 mm di diametro, e una secondaria, in avanti da circa 50 mm. In seguito si è voluto aumentare la potenza anche di questa portandola a 100 mm. Un'altra soluzione è rappresentata dai missili con attacco dall'alto, che per inciso è in parte fatto dall'Hellfire.
Il BGM-71 TOW prevede il sorvolo del bersaglio prima che 2 testate esplodano in simultanea, colpendo lo stesso punto e quindi concentrando l'azione (in genere le esplosioni sono sequenziali, prima la prima e poi la successiva delle 2 testate, ma non in questo caso).

### Proiettili autoforgianti

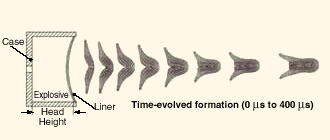
Sviluppo aerodinamico della piastra metallica di una munizione EFP (Explosively Formed Penetrator o proiettile autoforgiante) subito dopo la detonazione della carica esplosiva [Fonte: USAF Research Laboratory].

Un caso particolare è dato dalle testate a proiettile autoforgiante o EFP, sigla inglese di Explosively Formed Penetrator o Explosively Formed Projectile, letteralmente "penetratore formato esplosivamente" o "proiettile formato esplosivamente". Una testata EFP rappresenta un tipo speciale di carica cava. Un EFP è infatti composto da una piastra di metallo spessa e pesante, solitamente di rame o acciaio e solitamente a forma di disco concavo; da una carica di esplosivo ad alto potenziale, premuta uniformemente contro il lato convesso del disco ed avente lo stesso peso del disco; da un detonatore, inserito nella parte posteriore dell’EFP, nel centro della massa dell'esplosivo; e da un contenitore cilindrico che tiene uniti tutti gli elementi. La carica esplosiva, detonando, deforma e proietta in avanti la piastra metallica che raggiunge così un'elevatissima velocità, superiore a quella del suono (in media Mach 6): in questo modo la piastra metallica si trasforma non in un getto di particelle ad alta velocità, temperatura e pressione (come avviene in una carica cava convenzionale), ma bensì in un vero e proprio proiettile, che nonostante la sua malleabilità riesce ad attraversare corazze di acciaio spesse molti centimetri poste a molti metri di distanza. 

Formazione di un EFP [animazione 3D].

In vari tipi di proiettili, bombe e mine speciali moderne sono presenti testate EFP, alcuni esempi sono le bombe aeronautiche statunitensi CBU-97 e BLU-108, o la mina anticarro polacca MPB. Le testate EFP contenute in questi ordigni sono attivate e direzionate da sensori di vario tipo – ottici, termici, al laser, ecc. – che captano la traccia del veicolo nemico, lanciando le testate direttamente contro il bersaglio oppure rilasciandole in aria, per poi manovrarle per attaccarlo dall'alto, esplodendo ad alcuni metri da esso.
Anche i missili BGM-71 TOW 2B hanno 2 testate di tale tipo, ottimizzate per colpire il carro dall'alto, con la direzione dei 2 proiettili coincidente. Pochissimi carri armati possono resistere a tale tipo di attacco, perché è puntato contro parti vulnerabili e poco protette. Come se non bastasse, anche mine assai meno costose possono sparare, restando a terra, 2 EFP in direzioni circa 45 gradi divergenti dalla verticale, in maniera da colpire non la cingolatura, ma verosimilmente, almeno con una di esse, il ventre del veicolo, raggiungendo magari le munizioni ivi stivate (i moderni carri occidentali hanno un sistema di auto esclusione, in caso di detonazione, della Santa Barbara preservando l'equipaggio, ciò consiste nella deflagrazione verso l'esterno delle munizioni).
L'altissima velocità tipica delle munizioni EFP rende molto difficoltoso anche l'uso efficace delle corazze ERA (sigla inglese di Explosive Reactive Armor, "armatura reattiva esplosiva"), che sono specializzate per contrastare getti più lunghi o penetratori metallici dei proiettili APDS, e pertanto potrebbero essere troppo lente per reagire a tale minaccia. Inoltre raramente l'area ventrale del carro è protetta con corazze ERA, così come la torretta e la parte superiore dello scafo (se la sommità del carro è protetta la ERA non è mai montata sopra portelli e griglie di raffreddamento del motore). Spesso i sensori di queste testate lanciano i dardi proprio contro il motore, essendo a guida termica. Se non altro, questo salva il veicolo da una immediata distruzione, anche se viene immobilizzato e nella peggiore delle ipotesi prende fuoco con effetti, senza aiuti esterni, solitamente catastrofici.
È notevole rilevare come, nonostante la particolarità di questo ordigno, anche attori non statali (organizzazioni rivoluzionarie, resistenziali o terroristiche) sono stati in grado di improvvisare testate EFP rudimentali ma efficaci, capaci di distruggere veicoli che vanno dalle semplici auto di polizia fino ai carri armati come l'M1 Abrams.

## Impiego nei conflitti
Gli israeliani, anche se non sono stati i primi a idearle, sono stati i primi a schierare le corazze reattive ERA, caratterizzate da una scatola in metallo, contenente uno strato di esplosivo e una o più piastre inclinate: lo scopo è che, quando una di queste è colpita, esplode e disturba il getto della carica cava, oltre che eventualmente i proietti APFSDS. Questi ultimi sono utilizzabili soprattutto contro le corazze ERA di seconda generazione, dotate di piastre più spesse e quindi, più capaci di spezzare la sottile struttura del proietto in arrivo, e forse questo è a maggior ragione vero al giorno d'oggi, perché se i primi, meno efficienti proiettili perforanti decalibrati (APDS) avevano un rapporto L/D di 3:1, sono ben presto passati a 10:1 e ultimamente, 20-30:1, il tutto con materiali sempre più duri. Questo significa che sono più efficienti per perforare le corazze, ma certo più vulnerabili all'effetto di "ghigliottina" che una corazza ERA potrebbe infligger loro (un tipico penetratore degli anni '70 e '80 era di 40mm x 300 mm, attualmente la norma è di 25x600mm o simili). Più pressione su un punto specifico, più penetrazione. Ma le ERA sono maggiormente efficaci contro una tale sottile e dura struttura, per quello che è lecito presumere.
Le ERA sono state forse l'unica vera arma segreta israeliana del 1982, durante l'invasione del Libano, ma poi sono state copiate in URSS (tramite alcuni carri israeliani catturati) e così il problema del loro contrasto è diventato impellente, perché dopo pochi anni i carri sovietici ne hanno cominciato a sfoggiare una completa dotazione. Questo ha comportato l'invenzione delle HEAT in tandem, che significa, in sostanza, sistemare 2 testate HEAT in un unico missile, poi anche razzo, per far sì che una di queste faccia detonare la mattonella ERA e l'altra penetri. Naturalmente, contro bersagli privi di ERA semplicemente, la capacità di perforazione è accresciuta. Ma anche i sovietici hanno apprezzato l'idea, per provare a superare le corazze composite occidentali, sempre più spesse, senza aumentare eccessivamente il calibro dei loro razzi, proiettili, missili.